# Пролёт (мост)

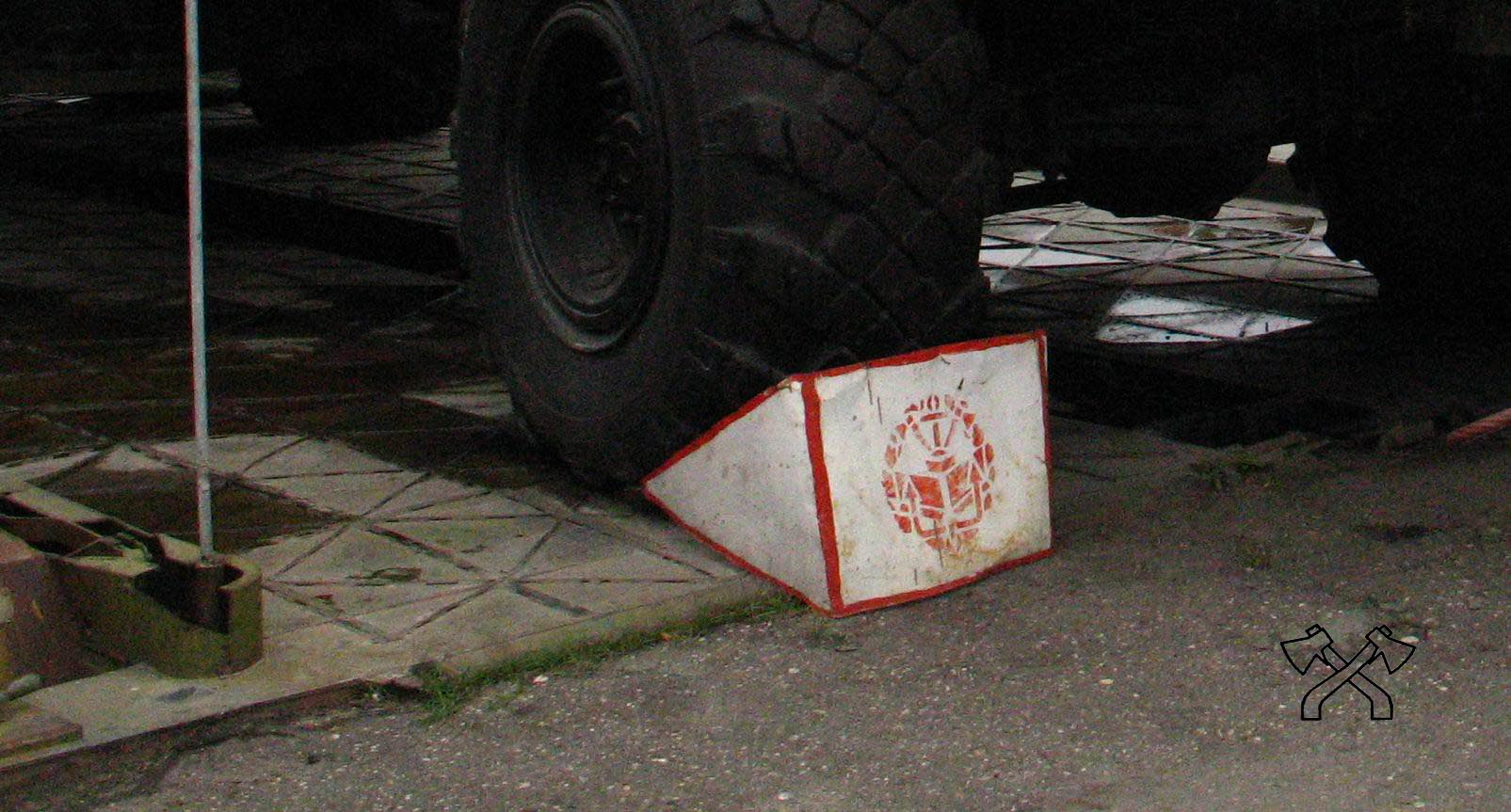
Последние колейные блоки парка «Пролёт», использовавшиеся для кратковременной стоянки техники в 18-м понтонно-мостовом полку.

«Пролёт» — название металлического подводного моста (парка) находившегося на оснащении инженерных войск ВС СССР, предназначенного для оборудования подводных переправ под грузы весом до 50 тонн. Принят на вооружение приказом Министра обороны СССР № 034, от 1966 года. Снят с вооружения приказом Министра обороны Российской Федерации № 270, от 27 мая 2000 года. 

## Техническое описание
Комплект металлического подводного моста «Пролёт» включает мостовую конструкцию, транспортные средства, специальное оборудование, вспомогательное имущество и ЗИП.
Мостовая конструкция состоит из пролётного строения, опор и элементов сопряжения моста с берегом. Пролётное строение образуется путём попарного соединения на плаву колейных блоков и смыкания их в наплавную ленту.
В качестве опор применяются завинчиваемые в грунт секционные винтовые сваи, состоящие из стоек и винтовых наконечников.
К специальному оборудованию относятся гидропривод, механизмы для завинчивания винтовых свай (анкеров) и воздуходувки.
Механизмами для завинчивания свай оборудована только часть транспортных автомобилей. Каждый такой автомобиль имеет два выносных механизма для одновременного завинчивания двух свай опоры или двух винтовых анкеров. Механизмы завинчивания приводятся в действие от двигателя транспортного автомобиля через коробку отбора мощности, карданный вал, редуктор, гидросистему и гидродвигатель.
Воздуходувки установлены на бортовых автомобилях ЗИЛ-131 и предназначены для подъёма пролётного строения из подводного положения при разборке моста или при регулировании высоты опор (слоя воды над проезжей частью) в ходе эксплуатации моста.

### Комплект парка — единиц
- речной колейный блок № 1 с автомобилем — 12;
- речной колейный блок № 2 с автомобилем — 20;
- береговой колейный блок № 1 с автомобилем — 2;
- береговой колейный блок № 2 с автомобилем — 2;
- выстилка с автомобилем — 2;
- воздуходувочный автомобиль с имуществом — 3;
- прицеп 2-ПН-2 — 1;
- буксирно-моторный катер БМК-150М — 2.

### Технические характеристики
- Длина моста — 151,6 метра.
- Грузоподъемность — 50 тонн.
- Грузоподъемность по понтонному — 10 тонн.
- Время наводки моста — 50 минут.
- Предельная глубина — 1,3 — 5,0 метров.
- Допустимая скорость течения — не более 1,5 м/с.
- Заглубление моста — 0,3 — 0,5 метра.